# 揚皮爾 (利維夫州)
扬皮尔（烏克蘭語：Ямпіль，羅馬化：Yampil，發音：[ˈjampʲilʲ] ⓘ）是烏克蘭西部利沃夫州利沃夫区穆罗瓦内市镇内的村庄。始建於1410年，面積1.93平方公里，海拔高度235米，2018年人口2055，人口密度每平方公里98.44人。